# Système danka

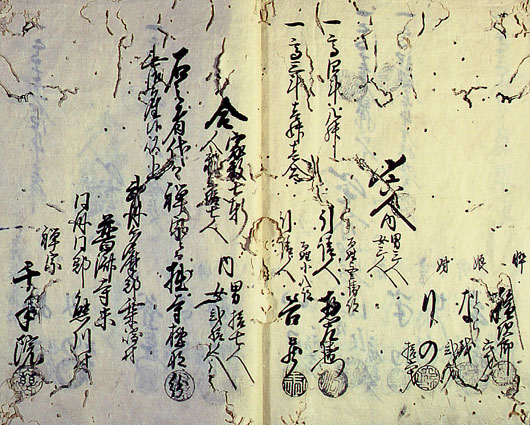
Le shūmon ninbetsu aratamechō, ou registre danka d'un village appelé Kumagawa près de Fussa à Tokyo (Fussa City Museum).

Le système danka (檀家制度, danka seido), aussi connu sous le nom système jidan (寺檀制度, jidan seido) est un système d'affiliation volontaire et à long terme entre les temples bouddhistes et les ménages, appliqué au Japon depuis l'époque de Heian. Dans ce cadre, les ménages (les danka) soutiennent financièrement un temple bouddhiste qui, en échange, répond à leurs besoins spirituels. Bien que son existence soit bien antérieure à l'époque d'Edo (1603-1868), le système est surtout connu pour l'usage répressif qui en est fait à l'époque par le shogunat Tokugawa, qui rend l'affiliation à un temple bouddhiste obligatoire pour tous les Japonais. 
Au cours du shogunat Tokugawa, le système se transforme en un réseau d'enregistrement des individus. Prétendument mis en place dans le but d'arrêter la diffusion du christianisme et de repérer les chrétiens cachés, le système mis en œuvre par le shogunat et géré par les temples bouddhistes devient vite un moyen de surveiller et de contrôler la population dans son ensemble. Pour cette raison, il survit tel quel longtemps après que le christianisme au Japon a pratiquement disparu. Le système tel qu'il existe au temps des Tokugawa est parfois appelé système terauke (寺請制度, terauke seido) du fait de la certification (ou terauke, parce que le tera, ou temple, délivre un uke, c'est-à-dire un certificat) attestant qu'un individu n'est pas chrétien. 
Le système danka obligatoire est officiellement aboli après la Seconde Guerre mondiale, mais n'en continue pas moins à exister comme association volontaire entre les deux parties et constitue une part importante des ressources de la plupart des temples. Par ailleurs, il définit la relation entre les ménages et les temples comme c'était le cas auparavant.

## Leterauke
Le système danka change radicalement en 1638 lorsque, en réaction à la rébellion de Shimabara (1637-1638), le bakufu décide d'éradiquer la religion chrétienne en l'utilisant comme un outil. La relation entre le temple et les danka, jusque-là volontaire, est formalisée et rendue obligatoire : les temples bouddhistes reçoivent l'ordre de commencer à délivrer des  terauke (certificats) pour leur danka (檀家), tandis que les ménages pour leur part, ont le devoir de devenir danka du temple le plus proche, quelle que soit sa secte (Nichiren, Jodo, Rinzai, etc), et d'en obtenir un terauke. Bien que jamais écrite dans la loi, cette utilisation du système n'en devient pourtant pas moins rapidement une caractéristique omniprésente et extrêmement importante du Japon des Tokugawa. Du point de vue administratif, tous les Japonais, y compris les prêtres shinto, deviennent partie intégrante de l'organisation bureaucratique bouddhiste, qui à son tour en réfère au Tokugawa.
Le système a trois niveaux, avec au plus bas le temple qui délivre le terauke. Les fonctionnaires du gouvernement local collectent ainsi l'ensemble des terauke, les assemblent dans des livres appelés shūmon ninbetsu aratamechō (宗門人別改帳) et les présentent aux autorités supérieures. Le but est de contraindre les Chrétiens à s'affilier à un temple bouddhiste, tout en facilitant le suivi des suspectés Chrétiens.
Les tout premiers registres qui existent sont datés entre 1638 et 1640 et, sans surprise, se trouvent dans des zones où la religion chrétienne est fortement répandue, par exemple Kyoto, sa province et le Kyūshū. On ne trouve pas de registres dans d'autres zones avant la seconde moitié du XVIIe siècle, mais des terauke individuels, qui d'évidence ont le même finalité, ne sont pas rares.
Parce qu'en 1664, le bakufu ordonne à tous les daimyō la mise en place dans leur domaine d'un officier de l'enquête religieuse appelé magistrat de la religion (宗門奉行, shūmon bugyō) ou « magistrat des temples et des sanctuaires » (寺社奉行, jisha bugyō), à partir de l'année qui suit, les registres d'appartenance religieuse commencent à être établis à l'échelle nationale. 
En 1671, le format du registre est normalisé. Le document doit enregistrer tous les ménages paysans, indiquer le nombre d'hommes et de femmes de chaque ville, ainsi que les totaux de tous les districts et celui de la province. L'intendant doit garder le registre et en envoyer un résumé d'une page aux instances supérieures. En outre, tous les départs de la collectivité pour cause de mariage, de travail ou de mort doivent être enregistrés. Ce format de registre est maintenu inchangé jusqu'en 1870, trois ans après le début de l'ère Meiji. Puisque l'ordonnance stipule explicitement que « Naturellement, il convient d'enquêter sur beaucoup de choses, et pas seulement au moment de l'enquête sur la religion », le système dès l'origine a clairement des fins allant au-delà de la question religieuse. Le résultat est l'équivalent Edo du registre contemporain des ménages, mis à part l'obligation faite au temple de spécifier un temple familial et l'obligation pour un citoyen d'obtenir un terauke. Dans certaines régions, le droit de délivrer des certificats est appelé shūhanken (宗判権), droit qui progressivement devient une source de grande puissance pour les temples. Non seulement un certificat est-il délivré après le paiement d'une redevance, mais il donne aux autorités religieuses le pouvoir de vie et de mort sur les paroissiens.
Ce document doit être obtenu chaque année, après une inspection dans le temple d'affiliation. Ceux qui, pour une raison quelconque, ne peuvent pas obtenir une certification du temple sont enregistrés comme hinin (non-humains) et par la suite objets de discrimination, ou tout simplement exécutés en tant que Chrétiens. Non seulement les paysans, mais même les prêtres shintoïstes et les samouraï ne peuvent vivre ou trouver de place au sein de la société sans le terauke qui joue un rôle similaire à celui des actuels papiers d'identité. Ce certificat est nécessaire pour se marier, voyager, ou avoir accès à certains emplois. Après 1729, la possibilité de rupture des liens entre un temple et un danka (ou ridan (離壇)) est officiellement abolie, rendant le lien entre un danka et un temple impossible à rompre. Cette élimination de la concurrence pour les paroissiens entre les temples, rend impossible à un homme et à sa famille de changer de temple d'affiliation. À la fin du XVIIe siècle, le système est devenu partie intégrante de l'appareil d'État des Tokugawa.

## Apparition dugojōmoku
La vie des dankas est ensuite rendue plus difficile encore par un document qui élargit considérablement les pouvoirs d'un temple sur ceux qui lui sont affiliés. Présenté comme étant une loi du bakufu réglementant en détail le processus de certification de l'appartenance religieuse, il apparaît vers 1735 et fait par la suite l'objet d'une importante circulation dans tout le Japon. Daté de 1613 et appelé « Règles individuelle concernant la certification de l'affiliation religieuse pour les danka » （Gojōmoku Shūmon Danna Ukeai No Okite (御条目宗門旦那請合之掟), généralement abrégé en gojōmoku), il s'agit manifestement d'un faux, sans doute créé par les temples eux-mêmes, dont il sert les intérêts. 
Que le document est un faux est prouvé sans aucun doute par le fait qu'il énumère parmi les religions interdites non seulement le Christianisme, mais aussi les écoles Fuju-fuse (en) (不受不施) et Hiden (悲田) de la secte Nichiren. Étant donné que les deux écoles sont mises hors la loi, respectivement en 1669 et en 1691, la date d'émission a été délibérément falsifiée. La raison probable pour laquelle cette date a été retenue, c'est qu'il s'agit de l'année où l'« ordre d'expulser les prêtres chrétiens » (伴天連追放令, Bateren Tsuihōrei) de  Tokugawa Ieyasu est promulgué et parce que les temples reçoivent l'année suivante l'ordre de commencer à délivrer des terauke.
Le document se trouve souvent dans les temples et des collections dans tout le pays et semble avoir été cru authentique, même par la plupart des historiens de l'ère Meiji. Le gojōmoku, qui donne aux temples plus de pouvoirs encore sur leurs paroissiens, est mentionné de temps en temps par les registres des temple et, quand un danka ne respecte pas ses prescriptions, le temple ne délivre pas de certification. Ses dispositions causent des problèmes considérables entre les danka et les temples.
Le document définit d'abord quatre obligations pour les  danka : 
- Obligation de visiter le temple à plusieurs occasions annuelles. Le défaut de visites peut entraîner le retrait du nom des danka des registres[2].
- Obligation d'effectuer deux services le jour du service commémoratif des ancêtres. L'incapacité à fournir un divertissement approprié aux yeux du prêtre entraîne la stigmatisation en tant que Chrétien[2].
- Obligation de confier au temple familial le soin d'organiser tous les services commémoratifs et funéraires[2].
- Obligation pour toute personne capable de marcher d'assister aux services commémoratifs pour les ancêtres[2].

Puis il attribue cinq droits au temple :
- Un danka doit accomplir certains actes en faveur du temple, y compris en faisant des offrandes et en fournissant du travail gratuit. Ne pas le faire signifie être stigmatisé en tant que membre de la secte Fuju-fuse (en)[2].
- Un danka doit obéir à son temple et donner de l'argent à ses prêtres[2].
- Indépendamment de la durée de fidélité d'un groupe danka, celui-ci est toujours susceptible de faire l'objet d'une enquête religieuse afin de déterminer la possible émergence d'une hérésie[2].
- Après la mort de quelqu'un, simplement en regardant le cadavre le prêtre peut déterminer quelle a été la vraie religion du défunt[2].
- Le danka doit toujours suivre les ordres de son temple[2].

## Conséquences du système danka
Les conséquences de deux siècles et demi d'utilisation des terauke et de bureaucratisation du Bouddhisme sont nombreuses et profondes, tout d'abord pour le Bouddhisme lui-même. 

### Distorsions structurelles
La distance qui sépare les sectes autorisées de celles qui sont interdites devient beaucoup plus grande qu'elle n'était. Si d'une part le Bouddhisme autorise la diversification de ses propres sectes, il punit d'autre part les tendances qui mettent en question le statu quo politique. Comme un danka est enregistré au temple le plus proche indépendamment de ses appartenances religieuses, la nature de celles-ci devient alors progressivement moins importante. En conséquence de tous ces facteurs, les différences entre les sectes autorisées par le gouvernement tendent à s'estomper et le Bouddhisme devient plus uniforme, notamment parce que le shogunat a son mot à dire dans les affaires d'orthodoxie religieuse. 
Au cours de l'époque d'Edo, le Bouddhisme ne propose donc que peu d'idées nouvelles (à l'exception peut-être de la réforme des sectes zen). Au contraire, le développement du Confucianisme et du Shintoïsme japonais et la naissance de ce qu'on appelle les « nouvelles religions » au cours de la même période produisent des idées intéressantes.

### L'avènement du «Bouddhisme funéraire»
Même si l'intention originale du Bouddhisme consiste en la diffusion des enseignements de Bouddha, les temples bouddhistes au Japon aujourd'hui sont principalement des cimetières,. Ce qu'on appelle le sōshiki bukkyō (葬式仏教) ou « Bouddhisme funéraire » d'aujourd'hui, brocardé par exemple dans le film « Les Funérailles » de Jūzō Itami, où la fonction essentielle du Bouddhisme japonais est confinée à l'accomplissement des services funéraires et commémoratifs, est une conséquence directe du système danka, comme la vente de noms posthumes (ou kaimyō (戒名)). En ce qui concerne le Bouddhisme, le trait distinctif du système danka pendant l'époque d'Edo se ramène à ce qu'il garantit un flux régulier de profits grâce aux rites funéraires obligatoires. Ce flux de trésorerie, inséparable du système danka, est ce qui finance la plupart des temples au Japon et garantit leur prolifération. D'où l'association étroite entre le Bouddhisme et la mort qui se perpétue de nos jours. Lorsque la dissolution officielle de l'ensemble du système danka survient après la Seconde Guerre mondiale, cela signifie pour le Bouddhisme une grande perte de revenus et donc l'insécurité financière.

### Le mouvementHaibutsu kishaku
L'emploi des terauke et le ressentiment généralisé qu'il créé sont considérés comme l'une des principales causes du haibutsu kishaku, mouvement violent et spontané qui, au début de l'ère Meiji entraîne la destruction d'un grand nombre de temples dans tout le Japon. La politique officielle de l'État de séparation du Shintoïsme et du Bouddhisme (Shinbutsu bunri) de l'époque, bien que n'étant pas directement responsable de cette destruction, fournit l'élément déclencheur qui libère une énergie refoulée. En considération de l'étroite association du Bouddhisme avec le shogunat Tokugawa, il n'est pas surprenant que les moines bouddhistes ont été considérés comme des agents de l'État et que plusieurs secteurs de la société de l'époque d'Edo ont commencé à essayer de trouver d'autres moyens pour satisfaire leurs besoins spirituels. 
En dépit de son histoire, le Bouddhisme a, tant sur le shintoïsme que sur le Confucianisme, des avantages  déterminants qui ont rendu impossible durant l'ère Meiji, qu'il soit remplacé par l'un ou l'autre. Avec ses nombreux rituels (les jūsan butsuji, ou treize rituels bouddhistes), le Bouddhisme peut mieux aider les gens à faire face à la mort. En outre, le shinto qui associe la mort et la pollution, est donc intrinsèquement moins adapté à des cérémonies funéraires, tandis que le Confucianisme au Japon ne se soucie guère des funérailles. Enfin, le Bouddhisme dispose d'une infrastructure à l'échelle nationale que ni le Shintoïsme, ni le Confucianisme ne peuvent égaler.